# ローラン＝シャルル・マレシャル
ローラン＝シャルル・マレシャル（Laurent-Charles Maréchal、1801年1月27日 - 1887年1月17日）は、フランスの画家、ステンドグラス作家である。故郷のフランスの北東部の街、メスで活動した芸術家たち「メス派（École de Metz）」のリーダー的な人物であった。

## 略歴
モゼル県のメスで貧しい両親のもとに生まれた 。馬具職人として育てられたが、芸術への関心が高く、早くからパリに移り、ジャン＝バプティスト・ルニョーの弟子となり数年間修行した。1825年にはメスに戻り、翌年モゼル県の博覧会に作品を出展し入賞した。メスで活動し、Auguste Hussenot（1798-1885）やAuguste Migette（1802-1884）といった画家とともに活動し、1945年にシャルル・ボードレールによって「メス派（École de Metz）」として論じられた画家の一人となった。
歴史画や風景画を描いたが、地元ではステンドグラスの仕事の需要が多かったので1838年には義理の兄弟とメスにステンドグラス工房を開いた 。メスの産業の発展とともに工房は商業美術の分野で活発に活動し、弟子のルイ＝テオドール・ドヴィリー（Louis-Théodore Devilly: 1818-1886）を工房の責任者にした。1853年にパリにもステンドグラスの工房を開き、フランスで最も重要なステンドグラス作家となり、1855年のパリ万国博覧会の施設のステンドグラスも制作した。この時レジオンドヌール勲章（オフィシエ）を受勲している。
パリのサン・ジェルマン・ロクセロワ教会（Église Saint-Germain-l'Auxerrois de Paris）やメス大聖堂（Cathédrale Saint-Étienne de Metz）などの教会や有力者の邸のステンドグラスを制作した。
1870年の普仏戦争の後、モゼル県の大部分がドイツに割譲された後、マレシャルは故郷を離れムーズ県のバル＝ル＝デュックに移り、工房を再開した。
1887年にバル＝ル＝デュックで亡くなった。息子のシャルル＝ラファエル・マレシャル（Charles-Raphaël Maréchal: 1825-1888)も父親の仕事を継いだ。

## 作品

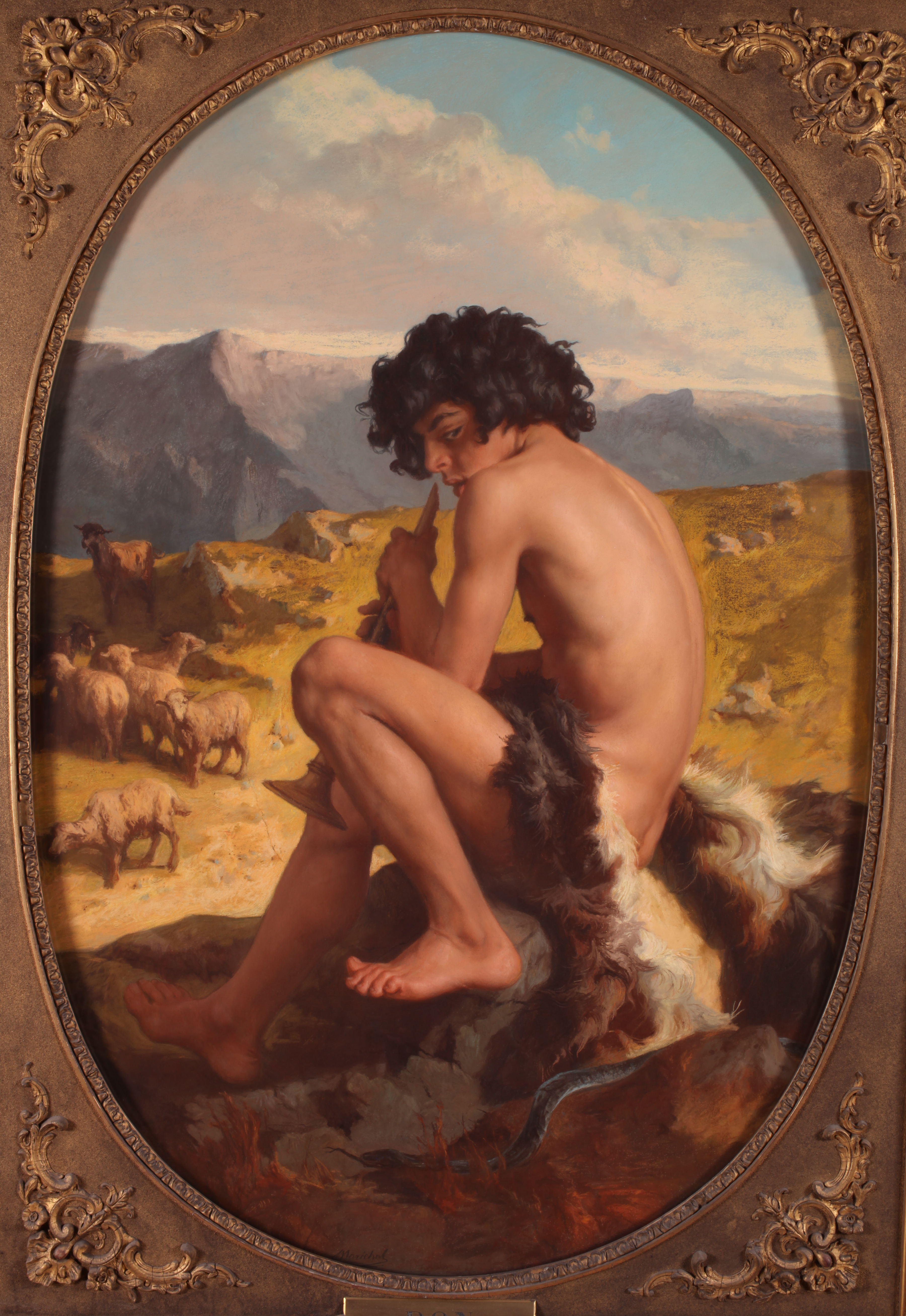
油絵　羊飼い
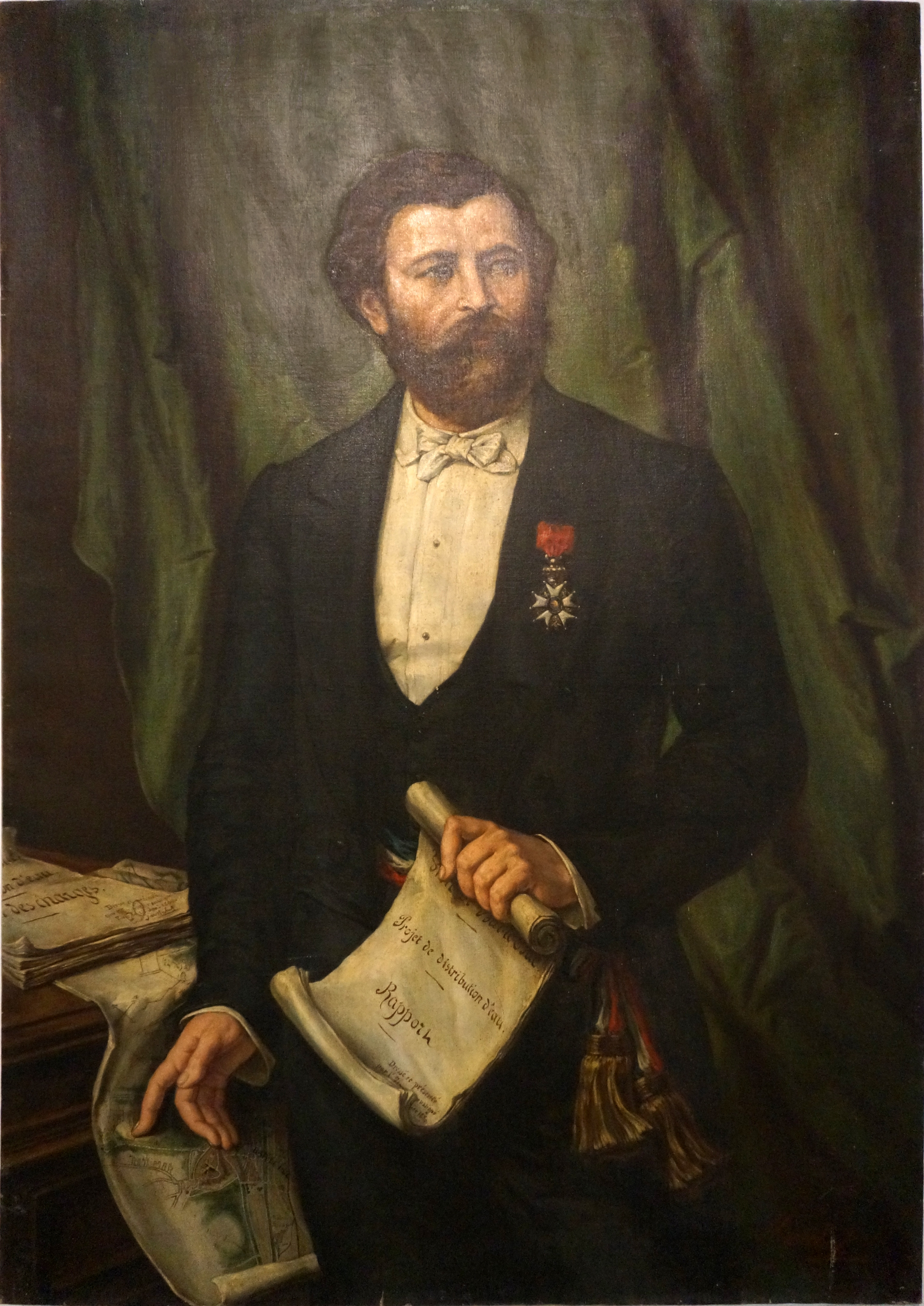
肖像画
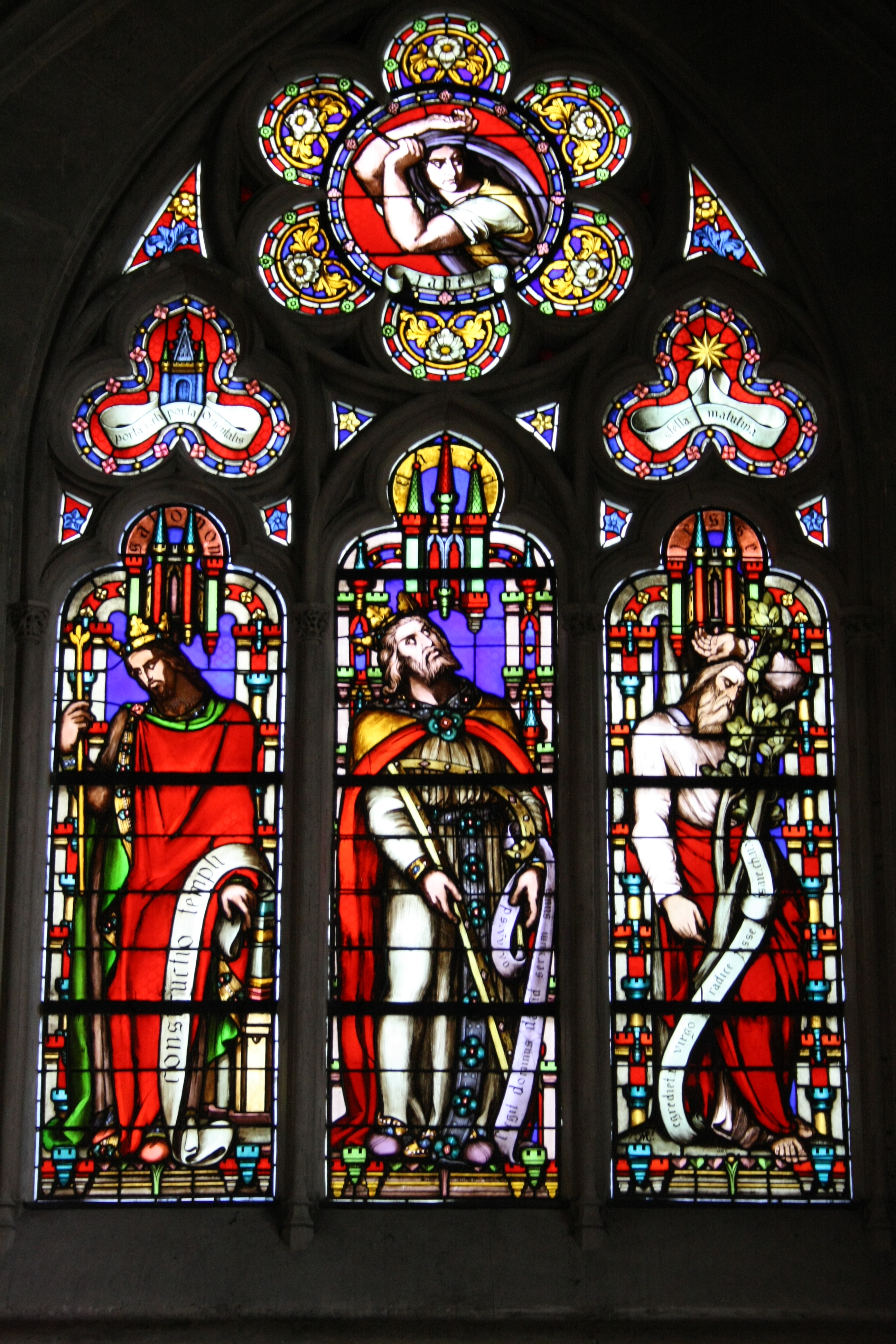
パリのサン・ジェルマン・ロクセロワ教会ステンドグラス
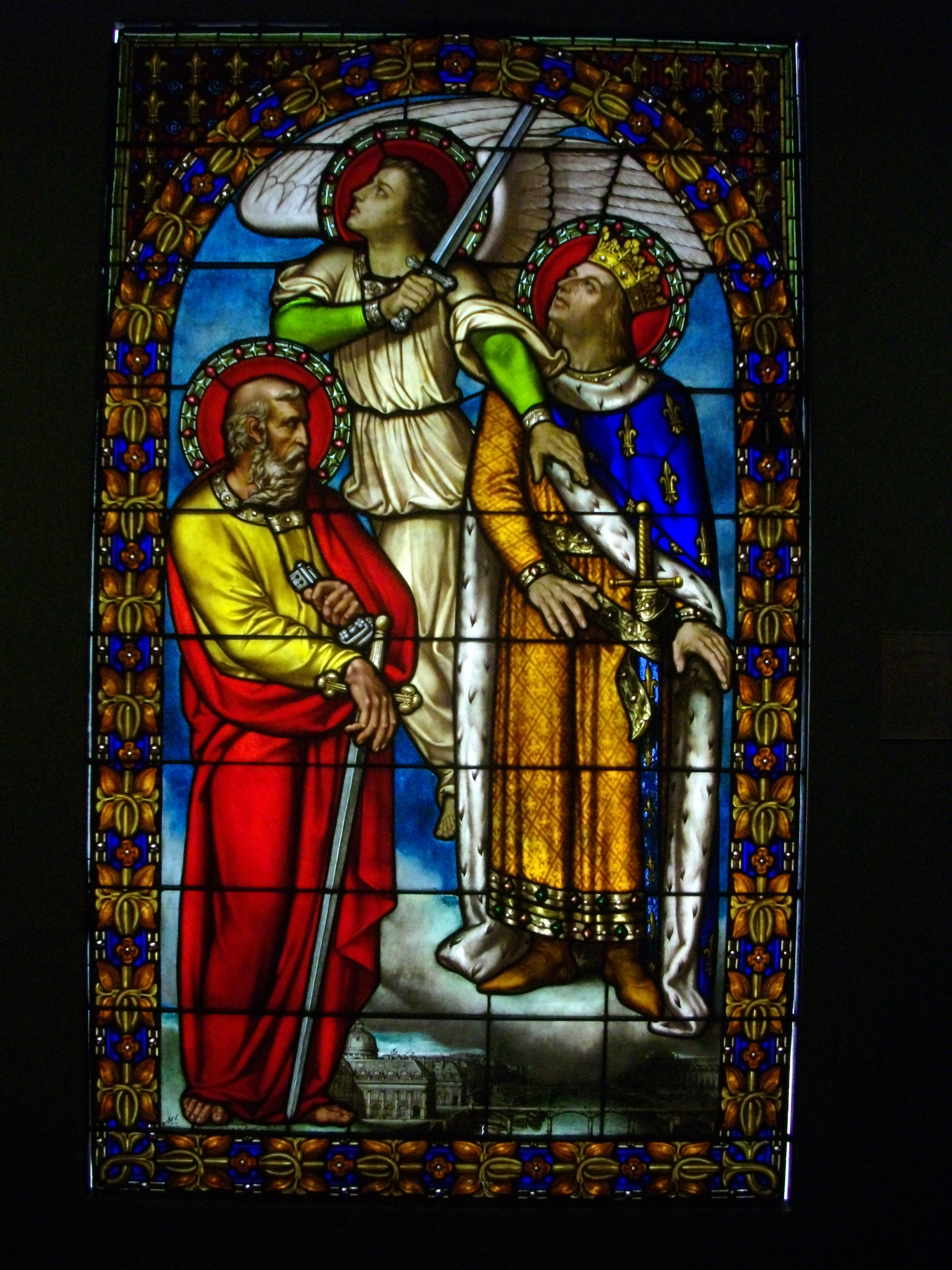
メスの美術館に収蔵されているステンドグラス